# Roelf Beukes
Roelf Beukes, južnoafriški general in vojaški pilot.
Beukes je bil načelnik Južnoafriškega vojnega letalstva (2000 - 2005).